# Persona giuridica
Una persona giuridica (in alcuni ordinamenti giuridici anche detta ente morale) è un soggetto di diritto dotato di autonomia patrimoniale perfetta.

## Distinzione
La persona giuridica è costituita da:
- un elemento materiale (o substrato sostanziale) che può a sua volta consistere in un insieme di individui (nelle corporazioni) o un patrimonio (nelle fondazioni) ordinati a uno scopo;[1]
- un elemento formale, il riconoscimento. Questo può essere attribuito dall'ordinamento:
  - con una norma generale che riconosce tutte le persone giuridiche in possesso di determinati requisiti;
  - con una norma posta appositamente per una determinata persona giuridica;
  - con un apposito provvedimento, posto in essere per una determinata persona giuridica.

Mentre le persone fisiche o giuridiche riunite in una corporazione (gli associati) sono un elemento costitutivo della stessa, il fondatore, ossia la persona fisica o giuridica che destina un patrimonio a uno scopo, creando così una fondazione, rimane estraneo a quest'ultima. Le persone giuridiche hanno un'organizzazione, con una struttura organizzativa articolata in uffici; tra gli uffici si distinguono quelli che hanno come titolari (o, secondo altra ricostruzione teorica, sono) organi della persona giuridica e compiono gli atti giuridici imputati alla stessa. Un'organizzazione, tuttavia, è posseduta anche da altri enti, privi dell'elemento formale del riconoscimento: se l'ordinamento attribuisce a questi enti un certo grado di autonomia patrimoniale, secondo una diffusa teoria, si deve ritenere che essi, pur non essendo persone giuridiche, siano comunque soggetti di diritto.
Si suol dire che le corporazioni sono organizzazioni di persone, mentre le fondazioni sono organizzazioni di beni. In realtà è difficile immaginare una corporazione che possa raggiungere i suoi scopi senza avvalersi di un patrimonio, così come una fondazione che non si avvalga di persone: tutti gli enti, in quanto organizzazioni, sono complessi di persone e beni, la differenza sta nel fatto che per l'ordinamento nelle corporazioni è essenziale la presenza dalle persone (gli associati) mentre nelle fondazioni è essenziale la presenza di un patrimonio; questo a prescindere dalla constatazione che, nella pratica, il rilievo di tali componenti può essere diverso (si pensi a una società per azioni, persona giuridica di tipo corporativo nella quale, tuttavia, la componente patrimoniale finisce di solito per avere un rilievo ben maggiore di quella personale).

## Tipologie
La natura pubblica o privata della persona giuridica si riflette anche sulla sua disciplina: le persone giuridiche private sono disciplinate dal diritto privato, mentre quelle pubbliche dal diritto pubblico che può attribuire loro poteri autoritativi, come quello di emanare provvedimenti amministrativi (autarchia) o atti normativi (autonomia normativa, che può essere legislativa, statutaria o regolamentare). Di conseguenza, l'atto giuridico con il quale si dà vita alla persona giuridica, che prende il nome di atto costitutivo (nel caso delle fondazioni è denominato atto di fondazione), ha natura di atto di autonomia privata nel caso delle persone giuridiche private, mentre nel caso delle persone giuridiche pubbliche ha natura di provvedimento.

### Persone di diritto pubblico
Sono persone giuridiche di diritto pubblico lo Stato (anche se, in alcuni ordinamenti, ad esempio quello italiano, non è una persona giuridica unitaria ma un insieme di soggetti) e gli altri enti pubblici, che possono avere caratteri propri delle corporazioni (come lo Stato e gli enti territoriali) oppure delle istituzioni.

### Persone di diritto privato
Negli ordinamenti statali tra le persone giuridiche private si annoverano le associazioni e le fondazioni riconosciute nonché le società per azioni e le altre società commerciali dotate di personalità giuridica.

## Nel mondo
Ai diversi tipi di società l'ordinamento statale può attribuire diversi gradi di autonomia patrimoniale, sicché non tutti sono caratterizzati dalla personalità giuridica in senso stretto: si distinguono, al riguardo, le società di capitali (di cui il prototipo è la società per azioni), dotate di personalità giuridica, dalle società di persone, che ne sono prive (tuttavia in alcuni ordinamenti, come Francia e Brasile, hanno anch'esse personalità giuridica). Taluni ordinamenti consentono la costituzione di società unipersonali dotate di personalità giuridica (così ora anche in Italia).
Negli Stati Uniti la società per azioni (corporation) può svolgere attività sia economica (business corporation) sia senza scopo di lucro (non-profit corporation). Lo stesso accade in alcuni ordinamenti di civil law (ad esempio, in Germania, Austria e Svizzera) mentre negli altri ordinamenti di civil law la società per azioni è destinata allo svolgimento di attività economiche ed è pertanto nettamente distinta dall'associazione e dalla fondazione. Anche in Gran Bretagna e in altri ordinamenti di common law la company (società) si contrappone alla society (associazione) di carattere mutualistico o assistenziale.
Quanto alle fondazioni, nella generalità degli ordinamenti non possono avere scopo di lucro, tuttavia esistono ordinamenti che consentono la costituzione di persone giuridiche assimilabili a una fondazione aventi scopo di lucro, come l'Anstalt nel Liechtenstein. Il diritto privato degli ordinamenti di common law non conosce la fondazione come tipo distinto di persona giuridica, sicché le organizzazioni con finalità filantropiche (charities, sing. charity) seppur spesso denominate fondazioni (foundations) sono in realtà trust, corporazioni o, anche, associazioni non riconosciute.
Negli ordinamenti di common law alcuni uffici pubblici o ecclesiastici (tra i quali lo stesso monarca britannico) sono persone giuridiche a sé in quanto corporation sole: si tratta di una particolare forma di corporazione che anziché essere costituita da più persone (come la  corporation aggregate) è costituita dal solo titolare dell'ufficio. D'altra parte, in questi stessi ordinamenti gli enti territoriali locali (contee ecc.) sono considerati organi dello stato dotati di personalità giuridica, mentre gli altri enti che compongono la pubblica amministrazione (variamente denominati: administration, agency, authority, board, commission, ecc.) sono persone giuridiche disciplinate dal diritto privato.

### Chiesa cattolica
Il Codice di diritto canonico disciplina le persone giuridiche nel Libro I, Titolo VI, Capitolo II. Esso distingue:
- la Chiesa cattolica e la Sede Apostolica, persone morali in forza della stessa disposizione divina;
- le persone giuridiche, insiemi di persone o cose ordinati a un fine corrispondente alla missione della Chiesa, che trascende il fine dei singoli; possono essere costituite direttamente da una disposizione del diritto oppure tramite una concessione speciale data con decreto della competente autorità.

Che sia un insieme di persone o di cose, la persona giuridica agisce come un soggetto fisico ed ha un legale rappresentante.
Le persone giuridiche possono essere:
- insiemi di almeno tre persone e allora si distinguono in collegiali - se i membri ne determinano azione, concorrendo nel prendere le decisioni, non necessariamente con uguali diritti - e non collegiali;
- insiemi di cose sia spirituali sia materiali (fondazioni autonome) dirette da una o più persone fisiche o da un collegio.

Le persone giuridiche possono inoltre essere:
- pubbliche, se costituite dalla competente autorità ecclesiastica affinché, entro i fini a esse prestabiliti, compiano, a nome della Chiesa e a norma delle disposizioni del diritto, il compito loro affidato in vista del bene pubblico;
- private, negli altri casi.

### Italia
Nell'ordinamento italiano il codice civile, nel Libro I, Titolo II, Capo I, contempla le persone giuridiche, pubbliche (art. 11) e private (art. 12, abrogato dal D.P.R. 10 febbraio 2000, n. 361, e art. 13). La disciplina delle persone giuridiche private è contenuta nello stesso codice e nel D.P.R. 361/2000, mentre quella delle persone giuridiche pubbliche è sparsa in una pluralità di leggi, riferite a determinate categorie (ad esempio, gli enti locali) o a singoli enti.
Le persone giuridiche sono tradizionalmente distinte in pubbliche e private: le prime perseguono interessi pubblici, mentre le seconde perseguono interessi di carattere privato, ancorché possano essere utilizzate anche per il perseguimento di interessi pubblici.
Sono persone giuridiche private:
- le associazioni riconosciute;
- le fondazioni;
- le società per azioni;
- le società a responsabilità limitata;
- le società in accomandita per azioni;
- le società cooperative a responsabilità limitata.

#### Precisazione
Talvolta si utilizza impropriamente il termine persone giuridiche come sinonimo di imprese o, peggio, società. In realtà, imprese non in forma societaria, società di persone, ditte individuali non hanno personalità giuridica (almeno per la regolamentazione italiana). A volte il legislatore o la burocrazia contribuiscono alla confusione in quanto utilizzano il termine restrittivo (quello descritto sopra) in senso estensivo (aziende, associazioni, fondazioni, enti, etc). In questi casi occorrerebbe parlare di organizzazioni e non usare il termine restrittivo di persone giuridiche.
Ad esempio nelle procedure di PagoPA si distingue tra persona fisica e persona giuridica, intendendo quest'ultima nel significato "organizzazione" (ad esempio una Snc che però non è una persona giudica, non essendo una società di capitali ma di persone).
Sono invece persone giuridiche di diritto pubblico:
- lo Stato;
- le regioni, le città metropolitane, le province e i comuni, nonché gli altri enti territoriali locali (comunità montane, comunità isolane, unioni di comuni e consorzi fra enti territoriali);
- gli altri enti pubblici, nazionali e locali; si tratta di una categoria molto vasta ed eterogenea nella quale rientrano, a titolo di esempio, gli enti previdenziali, le università, le scuole autonome, le camere di commercio, industria, artigianato e agricoltura, le aziende sanitarie locali, gli ordini professionali.

Le associazioni, fondazioni e altre istituzioni di carattere privato, operanti in ambito nazionale (o le cui finalità statutarie interessano il territorio di più regioni) e/o in settori di competenza statale, acquistano la personalità giuridica mediante il riconoscimento determinato dall'iscrizione nel Registro Prefettizio. Presso le Prefetture-U.T.G. è istituito il Registro delle Persone Giuridiche.